# Police nad Metují

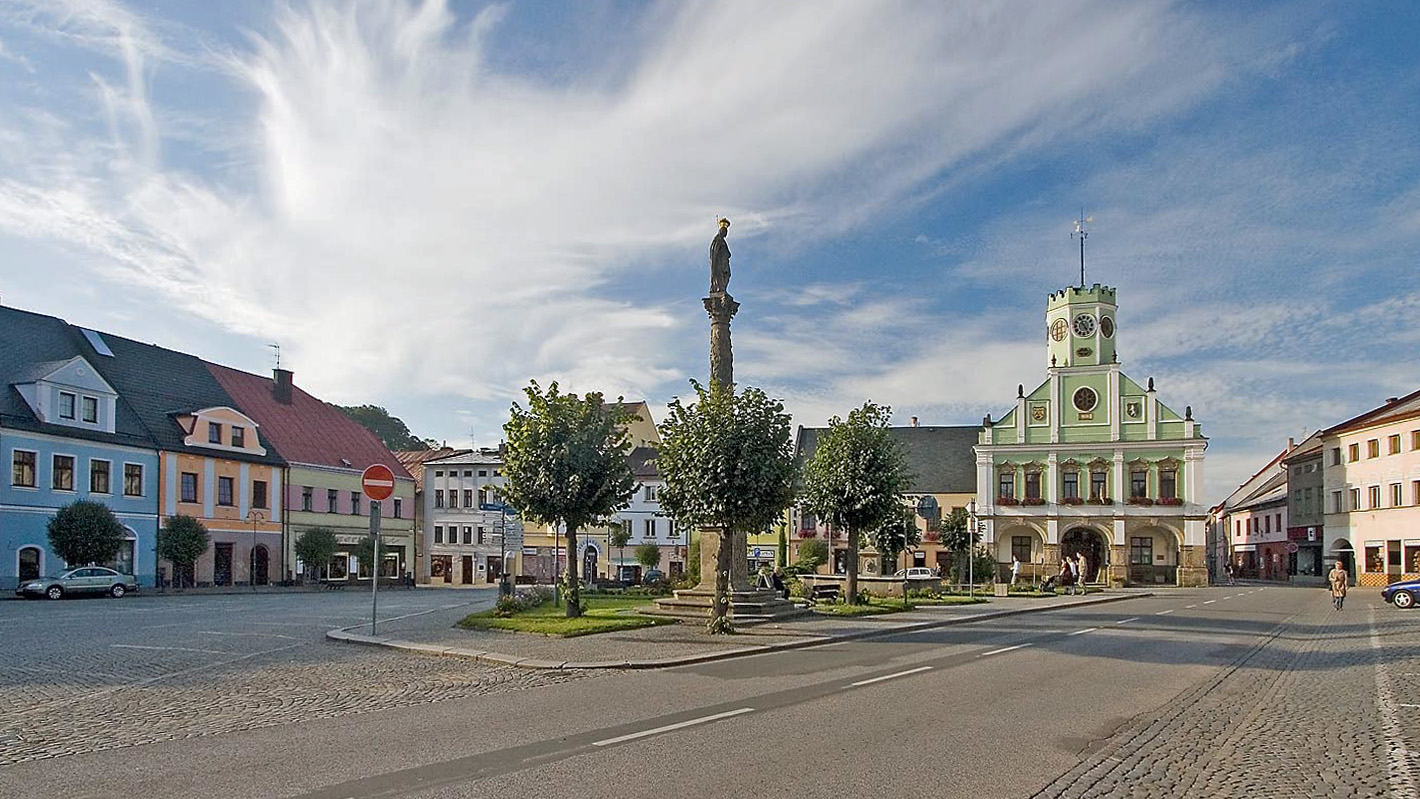
Centrum

Police nad Metují este un oraș în regiunea Hradec Králové, Republica Cehă.
1. ↑  Q66537830, accesat în 18 august 2019
2. ↑  „Otevřená data pro volby do zastupitelstev krajů 2024”, Volby.cz (în cehă), Český statistický úřad[*], accesat în 7 septembrie 2024
3. ↑  Malý lexikon obcí České republiky - 2017, accesat în 28 august 2018
4. ↑  Registr územní identifikace, adres a nemovitostí[*] Verificați valoarea |titlelink= (ajutor);